# Friedensdenkschrift
Aus Gottes Frieden leben – für gerechten Frieden sorgen (in der Regel als Friedensdenkschrift bezeichnet) ist eine im Oktober 2007 vom EKD-Ratsvorsitzenden Wolfgang Huber unterzeichnete und mit einem Vorwort versehene Denkschrift der Evangelischen Kirche in Deutschland.

## Hintergrund und Entstehung
Aufgrund zahlreicher Kriege, Auseinandersetzungen im In- und Ausland und der Frage rund um die allgemeine Wehrpflicht sah sich die Evangelische Kirche in Deutschland dazu verpflichtet, sich mit diesen Themen kritisch auseinanderzusetzen. Die Arbeit führte zu kirchlichen Friedensbeiträgen. 1965 entstand zunächst die Ost-Denkschrift der EKD, welche zu Schritten der Versöhnung ermutigen möchte. Die dort gewonnenen Einblicke wurden daraufhin 1981 in der Denkschrift Frieden wahren, fördern und erneuern festgehalten.1989/90 stellten sich aufgrund der politischen Lage neue friedensethische und friedenspolitische Herausforderungen, worauf die EKD Orientierungshilfen veröffentlichte. 1994 erschien das Werk Schritte auf dem Weg des Friedens, darauf folgte im Jahr 2001 Friedensethik in der Bewährung. Aufgrund des Anschlags am 11. September 2001 beauftragte der Rat der EKD 2004 schließlich eine neue Friedensschrift zu erarbeiten, woraufhin 2007 die Friedensdenkschrift veröffentlicht wurde.

## Inhalt
Die Kammer der EKD tritt mit dieser Denkschrift für ein gewaltfreies Vorgehen der Konfliktbewältigung ein. Für die Kirchen bilde der Friede ein wichtiges Thema, das auf diesem Wege einstimmig zum Ausdruck gebracht werden soll. In 4 Kapiteln skizziert die Denkschrift Friedensgefährdungen, Friedensbeiträge der Christen und der Kirche, Friedensordnungen als Rechtsordnung sowie friedenspolitische Gestaltungfelder.

### Friedensgefährdungen
Bereits im beginnenden 21. Jh. sei sich die internationale Gemeinschaft der Bedrohung des Friedens und der Sicherheit bewusst, vor allem da alte Konflikte Verbindungen zu neuen Sicherheitsgefährdungen in unserer Welt zeigen. Für eine dauerhafte Friedenstruktur seien nachhaltige Entwicklungen notwendig, denn Friede sei keine Selbstverständlichkeit. Ein effektiver Beitrag zu den sozioökonomischen Interessen wäre neben dem Akt der Solidarität das wohlverstandene Eigeninteresse.
Versagende Staaten kämen ihren Pflichten nicht nach, so würden Minderheiten unterdrückt und der Frieden gefährdet. Aufrüstung, konventionelle und schmutzige Kernwaffen, der von sozialökonomischen Problemen genährte Terrorismus, aber auch unrechtsstaatliches Vorgehen gegen diesen und Rohstoffhunger würden Konfliktpotentiale mehren. Immer wieder würden dabei Religionen als Legitimation für Gewalt missbraucht – so auch das Christentum und der Islam. Friedensfördernde multilaterale Institutionen, wie die UN oder deren Charta, würden in Wechselwirkung mit einem erstarkenden Unilateralismus geschwächt, dabei spiele auch der Kampf gegen äußere Bedrohungen eine Rolle.

### Der Friedensbeitrag der Christen und der Kirche
Die Kirche habe die Aufgabe, für den Frieden in der Welt einzutreten. Der Frieden sei in Gefahr, weil es in der Natur des Menschen liege, sowohl Frieden zu stiften als auch die eigenen Interessen mitunter mit Gewalt durchzusetzen. Die Denkschrift betitelt diese zerstörerische menschliche Seite als Sünde. Das Christentum selbst habe in seiner langen Geschichte ein ambivalentes Verhältnis zu Religion und Gewalt und müsse sich dieser selbstkritisch stellen. Die Friedensdenkschrift mahnt, dass manche Bibelstellen aus dem Kontext gerissen werden, um so vermeintlich religiöse Gewalt zu legitimieren. Christen dürften im interreligiösen Dialog ihre eigene ambivalente Geschichte in Bezug auf Religion und Gewalt nicht verschweigen, wenn sie bei anderen die religiöse Legitimierung von Gewalt ansprächen.
Die evangelische Kirche sieht sich als Bildungseinrichtung, die zum Frieden bilden und erziehen möchte. Der Bildungsprozess zum Frieden könne bereits im Kindergarten beginnen, da diese zu 40 % in kirchlicher Hand sind, gehe dann weiter im konfessionellen Religionsunterricht an Schulen und könne beispielsweise an der Evangelischen Akademie auch im Erwachsenenalter fortgesetzt werden. Die EKD setzt sich für einen ökumenischen Ansatz von Bildung und Erziehung ein und arbeitet dafür auch global unter anderem mit Nichtregierungsorganisationen zusammen.
Die evangelische Kirche erkenne das Gewissen des Einzelnen und ordne ihm eine zentrale Bedeutung für die christliche Lehre und das christliche Leben zu. Das Gewissen zeige die sittliche Qualität des menschlichen Handelns und Unterlassens auf. Die christliche Freiheit des Gewissens offenbare sich in der aktiven Nächstenliebe und im Dienst am Mitmenschen. Der christliche Ethos sei von der Bereitschaft zum Gewaltverzicht und von der Option für die Gewaltfreiheit bestimmt. Durch die Ablehnung von Waffengewalt müsse niemand mehr Richter in eigener Sache sein. Selbstjustiz würde demnach abgelehnt werden. Es sei anerkannt, dass es andere Parteien gäbe, die für Ordnung sorgen. Das Recht auf Kriegsdienstverweigerung folge aus der allgemeinen Gewissensfreiheit. Aus diesem Grund dürfe niemand zum Kriegsdienst mit der Waffe gezwungen werden. Die Kriegsdienstverweigerung aus Gewissensgründen würde von der evangelischen Kirche als Menschenrecht behandelt. Von allen, die bereit seien, sich an der Ausübung von Waffengewalt zu beteiligen, würde ein hohes Maß an Verantwortungsbewusstsein gefordert werden. Ihr Ziel sei es, Leben zu schützen und internationales Recht zu wahren. Militärdienst sei eine staatsbürgerliche Pflicht, die dem Menschenrecht auf Gewissensfreiheit ethisch nicht gleichrangig sei. Quelle menschlicher Friedensfähigkeit und Grundlage jedes wahrhaften Friedens sei die versöhnende Zuwendung Gottes. Versöhnung funktioniere nur dort, wo die Opfer zu ihrer Würde aufgerichtet werden würden und die Täter nicht anhand ihrer Taten identifiziert werden. Für eine gemeinsame Zukunft wird die Versöhnung beider Konfliktparteien gefordert. Es muss um Vergebung gebeten und diese gewährt werden. Von den Tätern müsse Reue gezeigt werden, welche die Opfer aufrichtig verzeihen können.
Die tragenden Momente des Versöhnungsprozess sind Schuldübernahme und Verzeihung. Sündenvergebung dürfe nicht politisch gesehen werden, sondern sei im religiösen Kontext zu verstehen. Nach kriegerischen Auseinandersetzungen zwischen Völkern übersteige die Last der geschichtlichen Schuld die moralische oder strafrechtliche Verantwortlichkeit individueller Täter.
Der Rat der EKD postuliert für die christliche Ethik einen engen Zusammenhang zwischen Frieden und Gerechtigkeit und versteht darunter eine Abkehr von der bisherigen Friedenspolitik als abrüstungsorientierter Kriegsverhütung und eine Hinwendung zu einer Aufnahme der Forderung des Südens nach globaler Verteilungsgerechtigkeit einerseits und zum Schutz von Menschenrechten andererseits. Eine Vollendung der Welt in Frieden und Gerechtigkeit wird vom Rat der EKD als Kennzeichen des Reichs Gottes verstanden, das als Inhalt göttlicher Verheißung eine Neuorientierung der Friedenspraxis erfordere: Weg von einem Verständnis des Friedens als Abwesenheit von Krieg – und damit einer Friedenspraxis als Gegnerschaft zu Rüstung und Rüstungswettlauf – hin zu einem Verständnis einer Friedenspraxis als Vorbereitung von Frieden als sozialer Praxis von Inklusion und unter universeller Anerkennung der berechtigten Ansprüche und Interessen anderer.
Verstanden wird diese Friedenspraxis als prozessuales Konzept, durch das menschliche Existenzerhaltung und Existenzentfaltung ermöglicht und der Schutz jedes Menschen vor willkürlicher Ungleichbehandlung und Diskriminierung, die Achtung seiner Subjektstellung, die Gewährleistung des materiellen und sozialen Existenzminimums sowie die Ermöglichung des Aufbaus selbstbestimmter Lebensformen als Chancen der Teilhabe am gesellschaftlichen Leben erreicht werden sollen. Elemente dieses Konzepts sind Versuche zur Vermeidung von Gewaltanwendung, die Förderung von Freiheit und kultureller Vielfalt sowie der Einsatz für den Abbau von Not. Dies soll durch die Entwicklung gemeinsam anerkannter Regeln des Dialogs und durch den Einsatz für eine konstruktive Konfliktkultur geschehen.

### Gerechter Friede durch Recht
Der Rat der EKD zielt auf eine kooperativ verfasste Weltordnung ohne Weltregierung, um über eine rechtliche Ordnung die Erreichung ihrer friedensethischen Ziele zu ermöglichen. Die Universalität und Unteilbarkeit der Menschenrechte erfordere Kontextsensibilität bei ihrer rechtlichen Verankerung und Konkretisierung für jeweils besondere Rechtskulturen, knüpfe dabei aber an die Existenz eines rechtsstaatlich kontrollierten Gewaltmonopols an, so dass die Umsetzung der Forderung nach Menschenrechten nicht über staatliche Grenzen hinweg gefordert werden könne, sondern in den einzelnen Staaten und durch sie zu verwirklichen sei.
Dabei könnten transnationale Unternehmen und transnationale Organisationen wie Kirchen unterstützend wirken.
(91.–103) Die EKD erkennt an, dass die weltweite Ungleichheit der Menschen im Bezug auf Wohlstand, Chancen und Möglichkeiten ein Problem darstellt und es keine Weltfriedensordnung ohne die Garantie eines Mindestmaßes sozialer Gerechtigkeit geben kann. Die globalen Handelsbeziehungen beispielsweise können so auch nicht als gemeinsam anerkanntes Kooperationssystem der Weltbürger gesehen werden, da diese ärmere Länder in eine unterprivilegierte sozioökonomische Position zwingen würde, was schlichtweg die gegenwärtige globale Lage als ein Kontext der Ungerechtigkeit verdeutlicht.
„Zu einem Leben in Würde gehören außer dem Schutz des (Über-) Lebens vor allem die Chance zu einer selbstbestimmten Lebensführung und eine dazu befähigende Mindestausstattung mit Gütern.“
Weiter spricht die EKD sich dafür aus, dass im Blick auf diese Problematik ein jeder Mensch uneingeschränkt seiner oder ihrer Herkunft, das Recht haben soll und muss, sich frei entwickeln zu dürfen.
Folgend geht die Denkschrift auf die Ermöglichung der kulturellen Vielfalt ein und thematisiert die Diskriminierung, welcher sich Minderheiten ausgesetzt sehen und bestärkt die von der UNESCO 2005 beschlossene neue Konvention, nach welcher der Schutz pluraler kultureller Ausdrucksformen ein wichtiger Baustein für das friedliche Zusammenleben aller Gesellschaften darstellt. Für eine friedensfähige gesellschaftliche Entwicklung sei die kulturelle Freiheit stets grundlegendes Menschenrecht und zugleiche eine Voraussetzung für die Entwicklung.
Regelungslücken und Interpretationsspielräume des Völkerrechts erfordern insbesondere durch die veränderte Bedrohungssituation eine Klärung der Legitimität militärischer Gewalt. Dabei seien vor allem das Recht auf Selbstverteidigung, militärische Intervention aus humanitären Gründen und die Kriterien für militärische Auslandseinsätze umstritten. Da das Gewaltverbot der UN-Charta sowohl reguläre Streitkräfte als auch nichtstaatliche Akteure umfasse, gehöre auch die Terrorismusbekämpfung unter die Kategorie der internationalen Verbrechensbekämpfung. Erstgebrauch militärischer Gewalt könne nur dann unter das Selbstverteidigungsrecht fallen, wenn es einem unmittelbar bevorstehenden Angriff zuvorkommt. Präventivschläge gegen eine undeutliche oder räumlich wie zeitlich entfernte Bedrohung würden nicht darunter fallen. Die Existenz von Massenvernichtungswaffen, auch in Risikostaaten, sowie der Einsatz von Abschreckungsstrategien werfe besonders nach Ende des Kalten Krieges ethische und rechtliche Probleme auf.
Es bedürfe langfristiger interkultureller Verständigungsprozesse sowie der Etablierung nationaler und internationale Mechanismen zur Prävention von Genozid und Gewalt im Sinne eines Einwirkens im Vorfeld. Bewaffnete Interventionen könnten nur als letztes Mittel in Betracht kommen, wenn ein Staat durch die Bedrohung oder Entrechtung ganzer Gruppen der Bevölkerung das Recht auf Respektierung seiner territorialen und politischen Integrität verwirklicht hat. Ziele einer solchen Intervention müssten das Verhindern schweren Unrechts, die Sicherung der Grundlagen staatlicher Existenz und die unparteiische Herstellung der Bedingungen politischer Selbstbestimmung der Bevölkerung sein. Auch der Einsatz nationaler Streitkräfte zur „internationalen Krisenbewältigung“ bedürfe einer Autorisierung in Form einer völker- und verfassungsrechtlichen Grundlage und legitimer Einsatzziele sowie einer zeitliche Limitierung, der Mitsprache der Betroffenen (soweit möglich) und der Einbindung in ein friedens- und sicherheitspolitisches Gesamtkonzept.

### Politische Friedensaufgaben
Wichtig für die Friedensarbeit der Vereinten Nationen seien die Ziele der nachhaltigen Entwicklung und Armutsreduzierung. Die Vereinten Nationen können diese äußerst bedeutenden Ziele nur dann verwirklichen, wenn sie die benötigten Ressourcen erhalten. 1,9 Milliarden US-Dollar stellen beispielsweise nur einen kleinen Anteil der Ausgaben ihrer Mitgliedsstaaten für Verteidigung dar. Große Teile der Weltbevölkerung richten ihren Blick auf die Vereinten Nationen für eine Hoffnung auf eine friedlichere Weltordnung. Ziele und Vorgaben seien unter anderem die Verringerung von Armut und die Bekämpfung von schwerwiegenden Krankheiten.
Um weitere Katastrophen zu vermeiden, müsse mehr für die „globale Entwicklungspartnerschaft“ zwischen Nord und Süd getan werden. Der Wirtschafts- und Sozialrat der Vereinten Nationen solle aufgewertet werden und zum zentralen Forum für Entwicklungskooperation ausgebaut werden. Damit Menschen weltweit Schutz erfahren, ist eine Beachtung und Prävention möglicher negativer Folgen für die Zivilbevölkerung der Staaten und ihrer Nachbarn erforderlich. Die aufkommenden Nichtregierungsorganisationen (NGOs) müssten gegenüber einer Öffentlichkeit Rechenschaft ablegen, um ihr Wirken zu legitimieren. Eine engere Zusammenarbeit mit den internationalen Regierungs- und Nichtregierungs- sowie regionalen Organisationen sei notwendig.
Die Gründung der EU werde auf dem Weg zu einem freien Gesamteuropa als epochale Friedensleistung verstanden, dank wirksamer Rechte gebe es friedliche Streitschlichtungen. Es habe sich aufgrund des Wunsches, Verantwortung zu übernehmen, die Europäische Sicherheits- und Verteidigungspolitik (ESVP) gebildet und es gäbe durch sie erfolgreich durchgeführte Operationen. Solche Einsätze würden der Übereinstimmung mit friedensethischen Kriterien und völkerrechtlichen Normen und eines Mandats des UN-Sicherheitsrates bedürfen. Europäische Sicherheitsstrategien würden auch Präventionscharakter haben, allerdings müsse es mehr Transparenz in der Lagebeurteilung und der folgenden Strategien geben. Die EU habe ihre Stärke in ihren diplomatischen Möglichkeiten und zivilen Fähigkeiten (z. B. Zusammenarbeit mit der Polizei); eine systematische Auswertung von Erfahrungen solle die Politik in ihrem Handeln anleiten. Nachbarstaaten müssten für die Behandlung von Gewaltursachen mit einbezogen werden. Die Gestaltung der EU als Friedensmacht bedürfe der Aufmerksamkeit und Unterstützung aller Bürger.
Es bedürfe eines klaren völkerrechtlichen Mandats der Vereinten Nationen für Auslandseinsätze der Bundeswehr und Gründe, Ziele, Aufträge sowie Erfolgsaussichten müssten friedenspolitisch plausibel dargelegt werden, damit die Neuausrichtung der Bundeswehr vorwiegend auf Auslandseinsätze erklärt werden könne. Rechtsstaatlichkeit und Demokratie könne Ländern mit anderen Gesellschaftsstrukturen nicht aufgezwungen werden. Eine Entwicklung sei nur in gesichertem Umfeld möglich, jedoch dürften die Soldaten nicht als Besatzer wahrgenommen werden. Dazu brauche es ein friedenspolitisches Gesamtkonzept. Es bestünde die Gefahr der einseitigen Prioritätensetzung zugunsten der Auslandseinsätze. Eine verdichtete globale Abhängigkeit zeige, dass das Verhältnis von innerer und äußerer Sicherheit geklärt werden müsse. Richtiges Gerät müsse zur Verfügung gestellt und Erfahrungen in Einsatzregionen ausgewertet werden. Es müsse Soldatenseelsorge als Begleitung für Soldaten und ihre Familien geben. Die Wehrpflicht bliebe nur begründbar, wenn sie ausschließlich der Landesverteidigung diene. Allgemeine Wehrpflicht könne nur beibehalten werden, wenn Gerechtigkeit in der Auswahl und gute Voraussetzungen (u. a. Ausrüstung, Ausbildung etc.) gegeben seien. Die Notwendigkeit für öffentliche Debatten, auch im Parlament und in der Bundeswehr selbst werde gesehen, eine Enquetekommission sei wünschenswert.
Rüstungsexporte tragen zur Friedensgefährdung bei. „Rüstung“ bezieht sich jedoch nicht nur auf Waffen wie z. B. Gewehre und Panzer, sondern auch auf Technologie, wie z. B. spezielle Software und andere Technologien. Waffenexporte erfolgen nicht nur in Industriestaaten zur Prävention, sondern auch in Entwicklungsstaaten, die dort zur aktiven Kriegsführung eingesetzt werden. Abrüstungsabkommen werden nachweislich nicht eingehalten, womit sie ihre Wirkung verlieren. Ebenso werden Atomwaffen nur nachlässig entsorgt, da sie als Mittel zur Abschreckung fungieren. Dies kritisiert die Friedensdenkschrift der EKD in höchstem Maße, da solch eine Taktik heute nicht mehr als legitimes Mittel zur Selbstverteidigung dienen kann. Die potentielle Drohung, die damit erreicht wird, führt in einen Teufelskreis aus Misstrauen und weiteren Drohungen. Es ist wichtig, für die Opfer von militärischen Aktionen Seelsorge zu leisten und entsprechende Friedensprogramme zu unterstützen.
Bestimmungen für transnationale Unternehmen müssten konkretisiert werden. Da diese für eigene Belange völkerrechtlichen Schutz in Anspruch nehmen, sollten sie im Gegenzug verbindlichen Bestimmungen, Rechten und Pflichten unterliegen. Unternehmen dieser Art verschließen sich bislang hinter freiwilligen Ansätzen zur Selbstregulierung vor der Öffentlichkeit. Berichte dieser Unternehmen müssten aber überprüfbar und öffentlich diskutierbar sein. In dieser Entwicklungsarbeit komme christlichen Gruppen die wichtige Aufgabe zu, für verwundbare Gruppen eine anwaltliche Stimme zu sein. Es bedürfe eines internationalen Regelwerks, um Kriegsökonomien auszutrocknen. Menschen in ärmeren Umständen weltweit seien sich der internationalen Chancenungleichheit bewusst geworden, wodurch die Migration (unter anderem nach Europa) verstärkt würde. Durch diese Umstände würden universale soziale Rechte eine zentrale Bedeutung, auch für den inneren Frieden der Bundesrepublik, gewinnen. Kulturelle Vielfalt müsste anerkannt werden, um die Lösung von Konflikten zu fördern. Ungleiche Lebenschancen würden Konflikte fördern. Der Wunsch nach Frieden sei stärker als je zuvor in internationalen Zielsetzungen und der deutschen Gesellschaft verankert. Verstärkte Bemühungen könnten daher Frieden schaffen. Das christliche Friedenszeugnis wird konkret in der Verkündigung, Bildung und Erziehung. Friede selbst sei ein kontinuierlicher Prozess, der darauf basiert, dass Konflikte konstruktiv bearbeitet werden. Diese Fähigkeit müsste geübt werden. Gerechter Frieden setzte den Ausbau der internationalen Rechtsordnung voraus, welche stets dem Vorrang der zivilen Konfliktbearbeitung verpflichtet sein müsste. Menschenrechte und Demokratie müssten in lokalen Traditionen verankert sein. Herausforderungen wie internationalem Terrorismus müssten im Rahmen des Regelwerks der UN begegnet werden. Sicherheitsvorkehrungen im Interesse eines Landes dürften nicht an die Stelle kooperativer Bemühungen um Frieden treten. Diese Perspektive des nachhaltigen Friedens dürfte nicht aus den Augen verloren werden. Unabdingbar gehöre es zu den Aufgaben der Christen, Frieden zu bezeugen und für Versöhnung zu arbeiten. Dies müsste auch dort geschehen, wo Misstrauen, Gewalt und Unterdrückung herrschen.

## Rezeption
Am 24. Oktober 2007 reagiert der damalige Bundesaußenminister Frank-Walter Steinmeier auf die Veröffentlichung der Friedensdenkschrift und zeigt sich positiv eingestellt. Er lobt das kontinuierliche Engagement der EKD gegenüber Frieden, Versöhnung und Dialog innerhalb von Deutschland, aber auch gegenüber der ganzen Welt und bestätigt, dass die Friedensdenkschrift über die Evangelische Kirche hinaus ihre Wirkung entfalten wird. Daraufhin zeigt er auf, dass die EKD, anhand der beschrieben globalen Herausforderungen, großes Verständnis gegenüber dem Frieden verfügt und neben dem Abbau von Gewalt in der Welt, dem Eintreten für die Achtung des Völkerrechts und auf effektive multilaterale Strukturen setzt. Die Schrift legt ihren Schwerpunkt auf zivile Konfliktbewältigung und -prävention, auf Bildung und Achtung der Menschenrechte. Weitere Punkte, die genannt werden, sind die Entwicklung, die Zusammenarbeit und der Dialog. Letztlich dankt er den Autoren und dem Rat der Evangelischen Kirche für den Impuls und prognostiziert, dass sie in Politik und Gesellschaft sowie im Gespräch zwischen den Kirchen und Religionsgemeinschaften auf breite Resonanz stoßen wird.